# NGC 3287
NGC 3287 (również PGC 31311 lub UGC 5742) – galaktyka spiralna z poprzeczką (SBcd), znajdująca się w gwiazdozbiorze Lwa. Odkrył ją Heinrich Louis d’Arrest 1 stycznia 1862 roku.
W galaktyce tej zaobserwowano supernową SN 2013ge.